# Emberiza cabanisi
Escrevedeira-de-cabanis ou escrevedeira-de-bochecha-preta (Emberiza cabanisi) é uma espécie de ave da família Emberizidae.
Pode ser encontrada nos seguintes países: Angola, Burkina Faso, Camarões, República Centro-Africana, Chade, República do Congo, República Democrática do Congo, Costa do Marfim, Guiné Equatorial, Gabão, Gana, Guiné, Libéria, Malawi, Mali, Moçambique, Nigéria, Ruanda, Serra Leoa, Sudão, Tanzânia, Togo, Uganda, Zâmbia e Zimbabwe.
Os seus habitats naturais são: florestas secas tropicais ou subtropicais e savanas áridas.